# Daniel Lamata
Daniel Lamata de la Torre (Abrera, 22 de enero de 1970) es un deportista español que compitió en esgrima en silla de ruedas. Ganó una medalla de bronce en los Juegos Paralímpicos de Sídney 2000 en la prueba de espada individual (clase B).

## Palmarés internacional
| Juegos Paralímpicos | Juegos Paralímpicos | Juegos Paralímpicos | Juegos Paralímpicos |
| Año                 | Lugar               | Medalla             | Prueba              |
| ------------------- | ------------------- | ------------------- | ------------------- |
| 2000                | Sídney (Australia)  | Medalla de bronce   | Espada individual B |